# Da Da Da ich lieb dich nicht du liebst mich nicht aha aha aha
Da Da Da ich lieb dich nicht du liebst mich nicht aha aha aha (kurz Da Da Da) ist ein Lied der deutschen Band Trio. Es wurde am 9. Februar 1982 veröffentlicht und entwickelte sich zu einem der größten kommerziellen Erfolge der Neuen Deutschen Welle, auch außerhalb des deutschsprachigen Raums. Das Lied wurde in etwa 30 Ländern veröffentlicht. In Europa wurden etwa drei Millionen Singles verkauft, die internationalen Verkaufszahlen betrugen insgesamt etwa 13 Millionen Exemplare. Der Text stammt von Stephan Remmler, die Musik von Kralle Krawinkel.
Das Lied wurde von Klaus Voormann produziert und zeichnet sich durch eine äußerst sparsame Instrumentierung (vordergründig nur Schlagzeug, Gitarre und Keyboard), einen minimalistischen Text (84 mal „da“ und 18 mal „aha“ in der Single-Version) und Sprechgesang aus. Prägnant ist der Rhythmus, der von einem „Spielzeug-Keyboard“ (Casio VL-1) stammt.

## Formaler Aufbau

### Instrumentierung

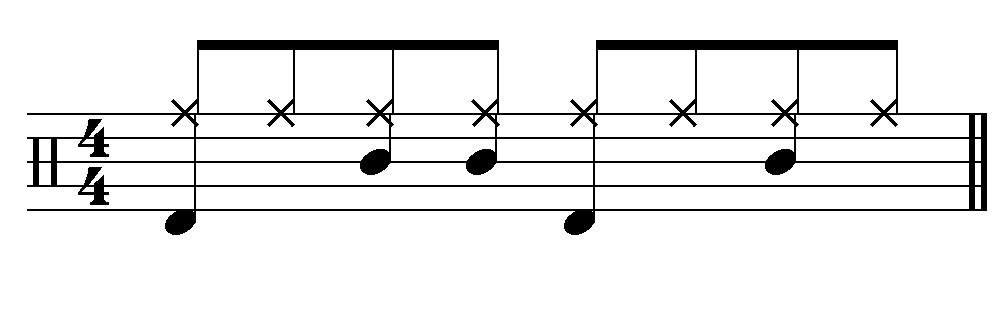
Schlagzeugfigur aus „Da Da Da“

- Schlagzeug
- Keyboard
- E-Gitarre
- E-Bass
- Kastagnetten
- Sprechgesang
- Hintergrundgesang

### Ablauf

Notenbeispiel: Die Strophen des Liedes Da Da Da bestehen nur aus Sprechgesang mit Schlagzeugbegleitung.

Das Lied beginnt mit einem gesprochenen „Aha aha aha“, worauf unmittelbar die Begleitung von Schlagzeug und Keyboard einsetzt, die sich ohne Variationen oder Akzentuierungen durch das gesamte Lied fortsetzt. Es folgt die erste im Sprechgesang vorgetragene Strophe, die aus drei Zeilen in deutscher und zwei Zeilen in englischer Sprache besteht. Jede der fünf Strophenzeilen wird mit einem „Aha.“ beendet. Als Überleitung zum Refrain fungiert die viermal hintereinander gesprochene Zeile „Ich lieb dich nicht du liebst mich nicht“, wobei der Sprechgesang durch Verwendung eines Kehlkopfmikrofons klanglich verfremdet wird.
Zum Refrain setzen die E-Gitarre und ein sehr leise abgemischter Bass ein. Textlich umfasst der Refrain 12-mal die Zeile „Da Da Da“ und viermal wiederum die Zeile „Ich lieb dich nicht du liebst mich nicht“ und wird zusätzlich von einer weiblichen Stimme (Annette Humpe) gesungen. Am Ende des Refrains setzt eine aus fünf Tönen bestehende Melodie ein, die vom Keyboard gespielt wird. Gleichzeitig sind Kastagnetten zu hören.
Nach dem Refrain setzen E-Gitarre und Bass wieder aus, und es spielen nur noch Schlagzeug und der Takt des Keyboards. Hierzu flüstert eine Frauenstimme viermal „Ich lieb dich nicht du liebst mich nicht“ – jeweils gefolgt von einem gesprochenen „Aha.“ Danach setzt sich das Lied wie in der ersten Strophe fort, der ein weiterer Refrain folgt. Am Ende wird das Lied ausgeblendet.

## Bedeutung
Die Band Trio selbst äußerte sich nie dazu, wie das Lied zu verstehen sei, verwahrte sich aber gegen Vorwürfe, es handele sich um einen „Blödelsong“.
Trios grundsätzliches musikalisches Gesamtkonzept bestand darin, verschiedene Musikrichtungen mit einem minimalen musikalischen Aufwand darzubieten. Diese selbst auferlegte Beschränkung hatte zur Folge, dass die stilprägenden Elemente verschiedenster Musikrichtungen mit minimalen Mitteln so herausgearbeitet wurden, dass die beabsichtigten Stile noch zu identifizieren waren. Vor diesem Hintergrund ist auch „Da Da Da“ zu interpretieren.
Da Da Da kann als eine auf ein musikalisches Minimum reduzierte Schlagerparodie verstanden werden, wobei die drei Silben „Da Da Da“ als Synonym für leere Worthülsen wie beispielsweise „Schubidua“ stehen. Natürlich ist die Phrase auch eine Anspielung auf den Dadaismus. Die in gängigen Schlagern häufig verwendeten folkloristischen Elemente finden in dem Einsatz von Kastagnetten ihren Ausdruck. Auch die in der Schlagermusik oft eingesetzten einfachen Dur-Akkordfolgen werden mit nur einer Gitarre gespielt, während die simple Erkennungsmelodie auf dem Casio-Keyboard fast nur angedeutet wird. Dass das Lied textlich im Gegensatz zum Schlager kein Liebeslied ist, sondern inhaltlich nüchtern „ich lieb dich nicht du liebst mich nicht“ konstatiert, verleiht dem Lied eine gewisse Doppelbödigkeit.

## Geschichte

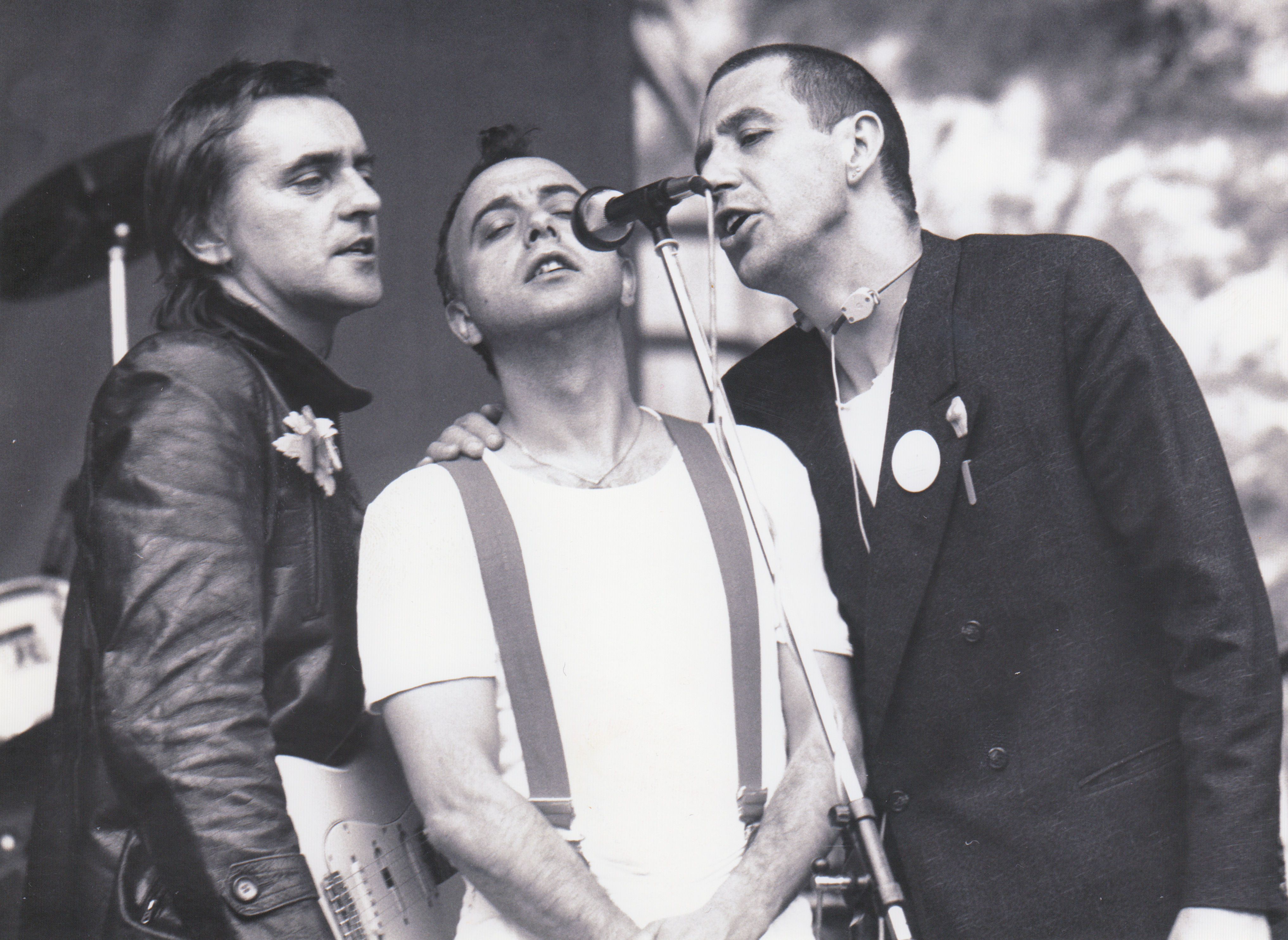
Trio 1982 (v. l. n. r.: Kralle Krawinkel, Peter Behrens, Stephan Remmler)

Da Da Da entstand Mitte 1981, als Trio auf Deutschland-Tournee waren. Es begann damit, dass Stephan Remmler bei einem Fototermin ein Casio-Keyboard von dem Musikproduzenten Klaus Voormann geschenkt bekam. Andere Quellen berichten, dass Remmler das Keyboard bei der Fotosession vom Fotografen Peter Maltz geschenkt bekam.
Als Krawinkel im Übungskeller des gemeinsamen Hauses der Band in Großenkneten ein von ihm geschriebenes Lied mit dem Titel I love you forever auf der Gitarre übte, spielte Remmler gerade im Erdgeschoss auf dem Casio-Keyboard herum. Er hörte Kralles Gitarrenspiel aus dem Keller und übernahm eine Akkordfolge, die Remmler an Twist and Shout von den Isley Brothers erinnerte. Remmler verfasste einen neuen Text für das nunmehr Da Da Da betitelte Lied. Der Text entstand aus Beobachtung einer Beziehung in ihrem Umfeld. Im Gegensatz zur später veröffentlichten Fassung begann diese frühe Version mit einer englischen Strophe, während die zweite Strophe auf Deutsch gesungen wurde. Gemeinsam erarbeiteten Remmler, Krawinkel und Behrens das minimale Arrangement von Da Da Da.
Da Da Da wurde in das Programm der laufenden Tournee eingebaut. Die früheste bekannte Aufführung stammt aus dem Oktober 1981, als Trio in einem Jugendclub in Bramsche spielte. Im November 1981 spielte Trio im Hamburger „Onkel Pö“. Das Konzert wurde im Radio übertragen. Zu diesem Zeitpunkt klang Da Da Da noch deutlich anders als die später veröffentlichte Version. Prägnant war zu diesem Zeitpunkt, dass Trio das Lied nach dem ersten Refrain unterbrachen und versuchten, dem Publikum das Lied zu erklären: „Das ist Minimal-Art. Das ist so minimal, dass es schon wieder Art ist.“ Der Titel kam beim Publikum gut an, und der Trio-Produzent Klaus Voormann entschloss sich, das Lied für eine Single-Veröffentlichung aufzunehmen.
Weihnachten 1981 spielten Trio drei Tage lang im Berliner „Kant Kino“. Hier lernten sie die Band Ideal kennen. Sie vereinbarten, dass Ideal bei der Aufnahme von Da Da Da mitmachen sollten – allerdings ohne einen Credit. Die Aufnahmen fanden Anfang 1982 im Zürcher Studio der Band Yello statt, die bei derselben Plattenfirma wie Trio unter Vertrag stand und mit ihnen auch befreundet war. Trio produzierte von vornherein die etwa sechseinhalbminütige „Lange Version“ von Da Da Da. Dazu spielte Peter Behrens zunächst als Fundament knapp sieben Minuten lang sein Schlagzeug zum Beat des Casio-Keyboards ein. Weitere Instrumente und Gesang folgten im Overdub-Verfahren. Erst später wurde aus der fertigen langen „Maxi-Version“ die bekannte, knapp dreieinhalbminütige Single-Version erstellt, indem am Anfang einige Takte herausgeschnitten und das Lied im zweiten Refrain vorzeitig ausgeblendet wurde. Der Produzent Klaus Voormann spielte bei der Aufnahme einen sehr dezenten Bass ein – bis dahin ein Unikum in Trio-Songs, die bislang bewusst auf einen Bass verzichtet hatten. Die Band Ideal war zunächst nicht dabei – sie steuerten ihren Beitrag nachträglich im Berliner Audio-Studio bei. Annette Humpe übernahm im Refrain den Chor, und Ideal-Schlagzeuger Hans-Joachim Behrendt spielte die Kastagnetten. Bei dieser Gelegenheit wurde auch das Video zu Da Da Da gedreht. Im Live-Programm wurde das Lied weiterhin mit einer Lücke in der Mitte gespielt, die Trio wahlweise mit Werbung für ihre neue Single oder mit der Aufführung des Videos füllten.
Da Da Da erschien am 9. Februar 1982 zunächst als Single und Maxi-Single. Am 22. Februar 1982 wurde das Lied erstmals im Fernsehen aufgeführt – in der Sendung Dr. Mambos Musikjournal beim Sender Freies Berlin. Trio spielte am Abend der Erstausstrahlung in der TU-Mensa in Bremen und unterbrach das Konzert, um sich gemeinsam mit dem Publikum die Fernsehausstrahlung anzusehen. Der zunächst ausbleibende Erfolg der Single stellte sich erst ein, als das Lied am 23. März 1982 in der Musiksendung Bananas vorgestellt wurde. Ab da drang das Lied mehr und mehr in eine breitere Öffentlichkeit. Trio war in den Medien omnipräsent und profitierte von der bereits angebrochenen Neuen Deutschen Welle. Letztlich kletterte die Single bis auf Platz zwei in den deutschen Singlecharts und hielt sich 18 Wochen in den Top 10. Platz eins belegte zu diesem Zeitpunkt die Grand-Prix-Gewinnerin Nicole mit dem Lied Ein bißchen Frieden. In Österreich und der Schweiz dagegen erreichte Da Da Da die Spitzenposition. Auf dem selbstbetitelten Debütalbum Trio wurde es nachträglich eingefügt. Weitere Popularität erlangte das Lied, als Trio mit Da Da Da als erste Vertreter der Neuen Deutschen Welle am 3. Mai 1982 in der ZDF-Hitparade auftraten und aufgrund der ungewöhnlichen Konzeption des Liedes für Irritationen sorgten. Trio belegte mit 7,9 % der Zuschauerstimmen Platz 5 in der Sendung.
Mit der englischen Version von Da Da Da gelang Trio schließlich auch der Sprung ins internationale Musikgeschäft. Eine Einladung in die britische Musiksendung Top Of The Pops öffnete den Weg in weitere Länder. Insgesamt brachte Da Da Da es auf rund 30 Auslandsveröffentlichungen. Speziell in Kanada (hier wurde die Single für über 150.000 verkaufte Einheiten mit fünffach Platin ausgezeichnet) und Lateinamerika (v. a. Brasilien) erzielte das Lied großen Erfolg; in den USA und in Japan blieb dieser jedoch aus.

## Coverversionen
Der Erfolg von Da Da Da zog eine Vielzahl von Nachahmungen nach sich, wie beispielsweise von den Remmler-Söhnen Cecil Jonni Lauro, Herbert Grönemeyer (für die Kompilation Pop 2000 Das gibt’s nur einmal) oder von der englischen Band Elastica. Für die Musiksendung MTV unplugged präsentierte der deutsche Rapper Sido 2010 eine Version von Da Da Da, die ausschließlich auf akustischen Instrumenten dargeboten wird und bei welcher Stephan Remmler selbst als Begleitsänger auftritt.
Im Großteil der Coverversionen wurde die Originalversion 1:1 kopiert. Nur wenige Künstler erweiterten das Arrangement. Elastica unterlegten beispielsweise den Refrain mit lauten, verzerrten Gitarren. Die Version von Herbert Grönemeyer wurde im südamerikanischen Stil mit Bläsern unterlegt.

1991 produzierte Stephan Remmler unter seinem Pseudonym Jay Schatz einen Remix von Da Da Da und veröffentlichte ihn als MCDaDa.

Insbesondere in den 1990ern wurde das Lied für diverse Techno-Remixe verwendet, unter anderem von Jason Nevins, der einen Remix einer Version von Soul-O fertigte. Remmler selbst veröffentlichte unter dem Pseudonym MCDaDa 1991 einen Remix und war der einzige, der dazu auf das Multitrack-Tonband des Originals zurückgreifen konnte. Alle anderen Remixe beruhen auf Neueinspielungen des Liedes – teilweise auch in anderen Sprachen. Für die Version von Soul-O sang Remmler 1997 exklusiv den Text erneut ein und gestaltete auch handschriftlich das Single-Cover. 2008 sang Remmler das Lied noch einmal für eine Veröffentlichung des deutschen Musikers Señor Coconut ein.
Im Jahre 1997 wurde eine ultranationalistische sowie rassistische Version von der Musikgruppe Zillertaler Türkenjäger auf ihrem Album 12 Doitsche Stimmungshits hervorgebracht. In dieser indizierten Version wird gegen türkische Menschen in Deutschland gehetzt und ihnen mit dem Tode gedroht. Der Strophenteil dieser Version endet mit dem Vers Ich will dich nicht, ich hasse dich! und dieser Vers wird ebenso mehrfach wiederholt. Diese Liedversion sowie alle Lieder auf dem genannten Album wurden bundesweit beschlagnahmt und per Gesetz verboten, weil sie den Strafbestand der Volksverhetzung gemäß § 130 StGB erfüllen.

## Parodien
Da Da Da bietet auch parodierenden Künstlern eine Zielscheibe. Insbesondere zur Zeit der Neuen Deutschen Welle wurden verschiedene Parodien produziert:
- Am erfolgreichsten war die Version von Frank Zander, die wie das Original Platz zwei der deutschen Single-Charts erreichte. In seiner Version, die den Titel Da da da ich weiß Bescheid, du weißt Bescheid trägt, wird der Refrain „Da Da Da“ von einem Baby gesungen. Inhaltlich beschreibt Zander verschiedene Missgeschicke, die ihm beim Wickeln eines Babys geschehen. In der ersten Strophe ist dies noch nicht offensichtlich. Vielmehr wird mehrdeutig das Wickeln beschrieben: „Ein Bein nach rechts, ein Bein nach links / Dein Höschen klemmt, was mach’ ich jetzt?“ Zander selbst veröffentlichte international eine englische Version des Liedes, die wiederum von anderen Interpreten – auch in weiteren Sprachen – gecovert wurde.
- Auch Karl Dall veröffentlichte schon 1982 eine Parodie mit dem Titel Da Da Da – Die Deutsche Welle macht mich schwach. Dall verballhornt in seiner Version die gesamte Neue Deutsche Welle, konnte sich mit seiner Version jedoch nicht kommerziell durchsetzen.
- Otto Waalkes präsentierte 1983 im Rahmen seines Programms Hilfe, Otto kommt! eine eigene textlich veränderte kurze Version für seine populären Hänsel-und-Gretel-Variationen. Seine Parodie endet mit der Pointe: „Wo mag der Herr wohl von diesem Häuschen sein? – Da! Da! Da!“ Den Rhythmus des Casio-Keyboards ahmte Waalkes mit Zungenschnalzen nach. Bereits im Jahr zuvor hatte er bei einem Auftritt in der Sendung Wetten, dass..? verschiedene Texte zu der Melodie des Liedes vorgetragen; auch hierbei schnalzte Waalkes mit der Zunge.
- Die Excrementory Grindfuckers veröffentlichten 2004 auf ihrem Album Fertigmachen, Szeneputzen einen 4 Sekunden langen „Party-Remix“ von diesem Lied, der mit lediglich den drei Titelsilben den vermeintlich kompletten Inhalt wiedergibt.
- 2018 wurden (unter anderen) Teile dieses Liedes vom Browser Ballett für Backup-Reminder umgedichtet verwendet.[16]

## Da Da Daals Werbeträger
Seit den 1990er Jahren wurde Da Da Da als Werbeträger vielfach für Werbespots verwendet. Kurioserweise fand das Lied in Deutschland nur vereinzelt Verwendung als Werbeträger – im Ausland wird es deutlich häufiger für deutsche Produkte genutzt. Remmler vermutete hierzu, dass Da Da Da weltweit als ein typisch deutsches Lied gilt.
Bekanntestes Beispiel war 1997 ein Werbespot in den USA für Volkswagen, der mit der originalen Trio-Version von Da Da Da unterlegt war. Die Erstausstrahlung des Spots wurde in den USA in der Werbepause einer Folge der Sitcom Ellen gezeigt, in der die Protagonistin sich als lesbisch outet und daher ungewöhnlich hohe Einschaltquoten erreichte. In dem Werbespot sind zwei junge Männer zu sehen, die in einem VW Golf fahren. In dem Kontext des Coming-outs von Ellen entstand bei Schwulen und Lesben der nicht beabsichtigte Eindruck, dass diese ein homosexuelles Paar wären, während die meisten Heterosexuellen dachten, es seien Zimmerkameraden. Den Autohersteller störte es nicht und ein Jahr später begann er in Australien Gay Events zu sponsern. Der Werbespot wurde daraufhin in den USA sehr populär und sorgte dafür, dass das Album Trio And Error von 1983 neu auf CD veröffentlicht wurde, welches sich 14 Jahre nach der Erstveröffentlichung erstmals in den US-Billboard-Charts platzieren konnte.
In Anspielung auf diesen Werbespot wurde ein Clip für Microsoft gedreht, bei dem Bill Gates und Steve Ballmer in einem VW fahren und dabei das Lied hören. Dabei sehen sie an der Seite einen Microsoft-Rechner stehen, den sie mitnehmen. In den 2000ern wurde ein Remake des Videos gedreht, dabei hörten sie zunächst Haddaways What is Love, in Anspielung auf einen SNL-Sketch, die Musik ging aber schnell über zu Da Da Da.
Auch 2006 fand Da Da Da wieder in den Medien Beachtung, da der Cola-Hersteller Pepsi zur Fußball-Weltmeisterschaft 2006 einen internationalen Werbespot produzierte, in dem eine Blasmusikkapelle das Lied spielt. In einem weiteren Pepsi-Spot im Rahmen der WM 2006 wurde das Lied von Christina Aguilera interpretiert. Beide Werbespots wurden in Deutschland ausschließlich im Kino gezeigt.
Seit dem Jahr 2008 wird eine Abwandlung von Da Da Da von der österreichischen Handelskette Interspar für deren Fernseh- und Radioauftritt verwendet; das Lied ist auch im Slogan der Handelskette („Alles da da da“) eingebunden worden.
Im Rahmen eines Fernsehwerbespots von Citroën im Herbst 2012 wurde das Lied als Hintergrundmusik verwendet. Zwei Jahre später nutzte der Kfz-Direktversicherer DA Direkt die Assoziation zwischen Songtitel und Unternehmensnamen als Marketinginstrument in seinen Werbekampagnen.

## Versionen

Italienisches Singlecover

Die deutsche Version von Da Da Da ist in den folgenden Fassungen veröffentlicht worden:
- Single-Version 3:23
- Lange Version 6:36
- Live Version (1981) 4:51
- Live-Version (1982) 1:32
- Frau A spricht ich lieb dich nicht du liebst mich nicht 2:02

Bei der letzteren Version ist zwei Minuten lang nur das Casio zu hören, während Annette Humpe fortwährend „Ich lieb dich nicht du liebst mich nicht“ flüstert. Die Live-Version stammt aus Trios Live-Album Trio live im Frühjahr 82 und bricht nach dem ersten Refrain ab, um Remmler die Gelegenheit zu geben, Werbung für die Single zu machen und anschließend das Video zu zeigen.
Eine frühe Live-Fassung, die Ende November 1981 bei einem Radiokonzert im Hamburger Club Onkel Pö entstand, erschien 2021 ausschließlich auf Schallplatte.
Neben der deutschen Version produzierten Trio auch eine englische Version mit dem Titel Da Da Da I Don’t Love You You Don’t Love Me Aha Aha Aha, die auf fast allen internationalen Veröffentlichungen zu hören war. Die englische Version gibt es in den folgenden Fassungen:
- Single-Version 3:23
- Long Version 6:36
- Radio Edit 2:49

Der „Radio Edit“ ist lediglich auf einer amerikanischen Promo-Single-CD veröffentlicht worden.

## Veröffentlichungen

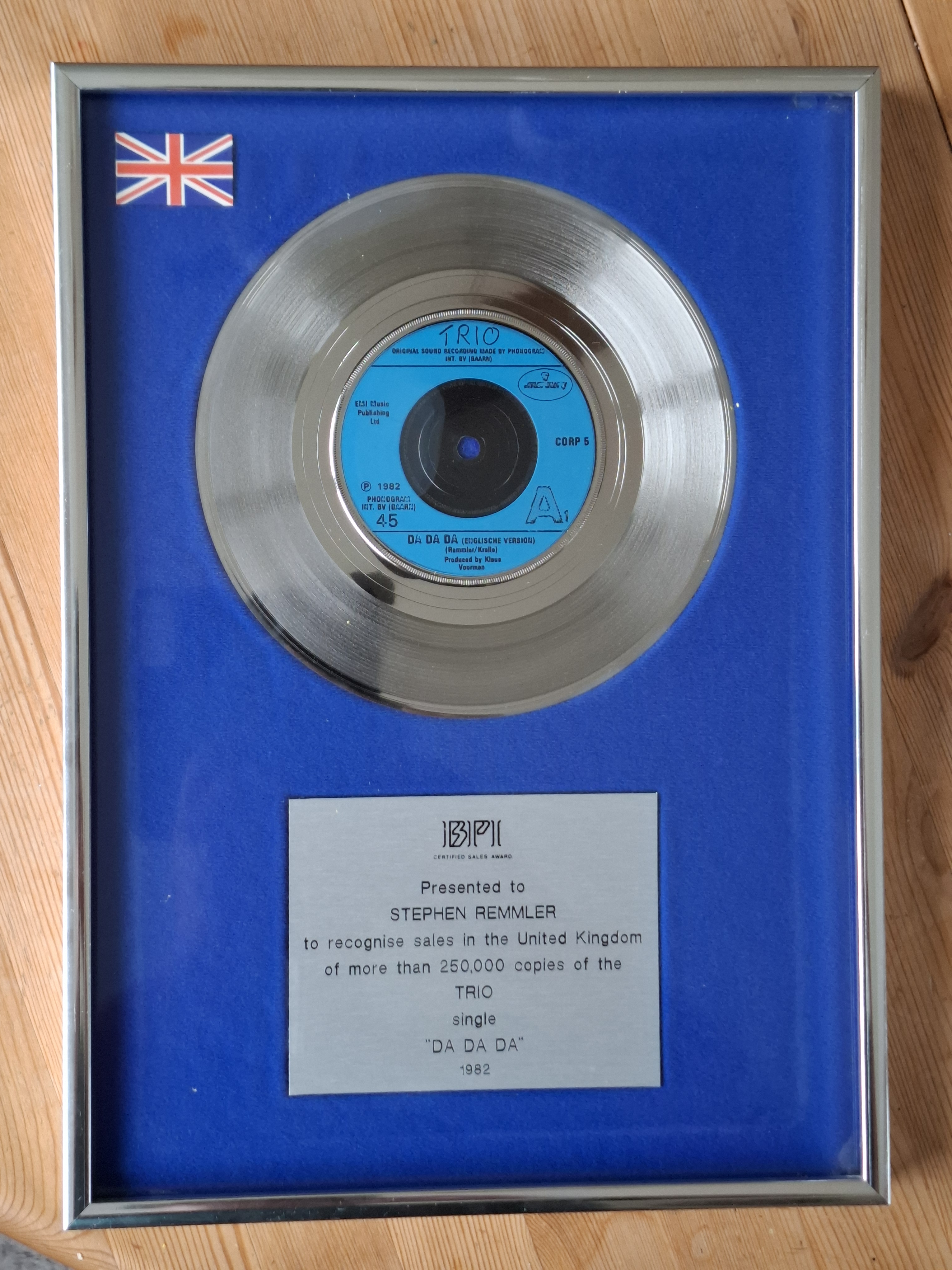
Silberne Schallplatte für "Da da da" in UK

In Deutschland erschien Da Da Da auf 7″-Single und 12″-Maxi-Single. Die Maxi-Single wurde 2000 für eine Sonderveröffentlichung des Bertelsmann-Verlags neu auf Maxi-CD aufgelegt. Während auf der 7″-Single noch ein Foto von Trio abgebildet ist, ist die Maxi-Single von Stephan Remmler vollständig handschriftlich gestaltet worden. Auf der B-Seite der 7″-Single wurde Sabine Sabine Sabine veröffentlicht; auf der B-Seite der Maxi-Single die bis dahin nur auf einer raren Single erhältlichen Lieder Halt mich fest ich werd verrückt und Lady-O-Lady.
Auch im Ausland erschien das Lied als Single und Maxi-Single, wobei die Gestaltung der Cover sehr stark variierte – kaum eine Single gleicht der anderen. Auch die Auswahl der B-Seite variierte bei internationalen Pressungen. Meist wurde wie in Deutschland auf der B-Seite der 7″-Single Sabine Sabine Sabine verwendet, teilweise jedoch auch Ja ja ja, Broken Hearts for you and me oder Lady-O-Lady. Nur in Großbritannien erschien die 7″-Single mit der englischen Version von Da Da Da auf der A-Seite und mit der deutschen Version auf der B-Seite, wobei das Cover in vier unterschiedlichen Farben erhältlich war und zudem einer Teilauflage die Single in rotem Vinyl beilag. Die in Japan erhältliche 7″-Single war mit einem Baby bedruckt, wobei das abgebildete Baby suggerierte, bei Da Da Da handele es sich um ein Kinderlied. Ein Teil der internationalen Veröffentlichungen hat mittlerweile einen hohen Sammlerpreis erreicht.
Auf dem Album Trio wurde die Single-Version nachträglich eingebaut, die ersten Versionen des Albums enthalten den Titel noch nicht.
Da Da Da erschien zudem auf zahllosen Kompilationen mit bekannten Liedern der Neuen Deutschen Welle oder der 80er Jahre.

## Video
Anfang 1982 drehte Trio in Berlin-Kreuzberg in der Künstlerkneipe Exil unter der Regie von Dieter Meier (Yello) das Musikvideo zu Da Da Da. Meier steuerte auch die inhaltliche Idee zu dem Video bei.
In dem Video ist die Band als normale Kneipenbesucher zu sehen. Über einen kleinen Schwarzweiß-Fernseher ist Trio beim Spielen von Da Da Da zu sehen. Nachdem Remmler einer Kellnerin (gespielt von Annette Humpe) auf den Po geklatscht hat, zeigt sie ihm den Mittelfinger, woraufhin Krawinkel ihr ein Messer in den Rücken wirft. Behrens ist in dem Video dabei zu sehen, wie er extrem langsam ein kleines Glas Bommerlunder austrinkt. Erst am Ende des Videos hat er es geleert.
Das Video existiert in vier verschiedenen Fassungen, die sich allesamt lediglich in der Szene mit dem Messerwurf unterscheiden. In der bekanntesten Version ist die Messerszene vollständig enthalten. In einer weiteren Version wird in der Szene ein schwarzer Balken eingeblendet, der mit folgenden Worten beschriftet ist: „Hier bekommt die Kellnerin ein Messer in den Rücken und singt ‚Da Da Da‘, während Blut aus ihrem Mund rinnt. Aber Gewalt in Musikvideos kommt nicht gut. Oder doch?“ In der Version des Videos, die für die internationale Vermarktung produziert wurde, erscheint auch der schwarze Balken, jedoch englisch beschriftet. In einer vierten Version (ebenfalls für den internationalen Markt) fehlt die Messerszene vollständig. Kurioserweise ist in den internationalen Videos nicht die englische, sondern die deutsche Version von Da Da Da zu hören.
Remmler berichtete 1990, dass das Video zu Da Da Da als erstes ausländisches Video einen Preis von MTV erhalten habe, blieb jedoch die Information schuldig, um was für einen Preis es sich genau handelte.

## Auszeichnungen
- Platin-Auszeichnung für Da Da Da in Kanada1982: Goldene Europa

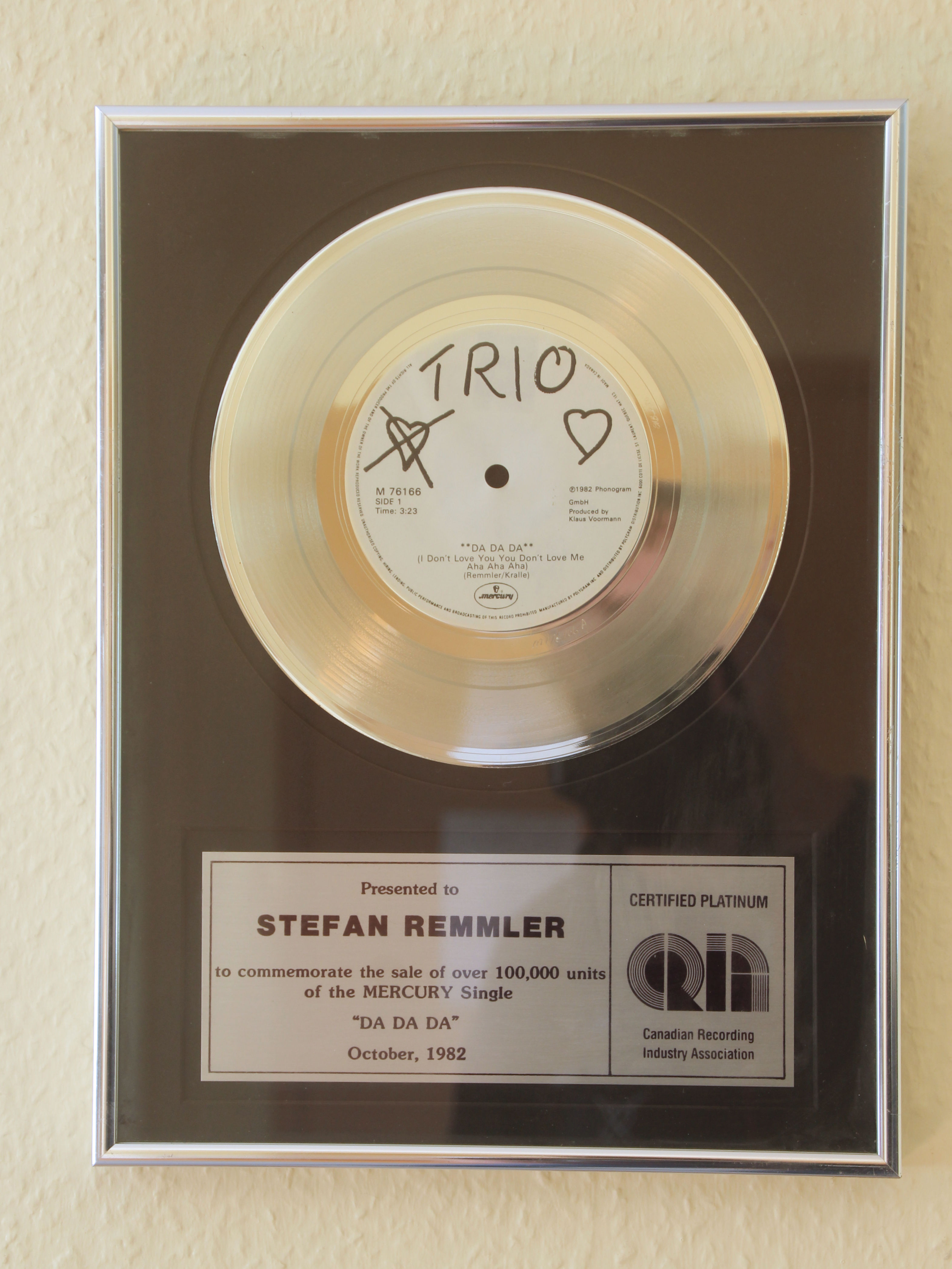
Platin-Auszeichnung für Da Da Da in Kanada

- 2006: Internationaler Musikpreis für Stephan Remmler [25]

## Film
- Da Da Da – Die Geschichte eines Hits. Dokumentarfilm, Österreich, Deutschland, Frankreich, 2009, 60 Min., Buch und Regie: Hannes Rossacher, Produktion: arte, C-Major-Entertainment, MCC, Erstsendung: 20. August 2009 bei arte, Inhaltsangabe von arte.